# Podział administracyjny Kanady

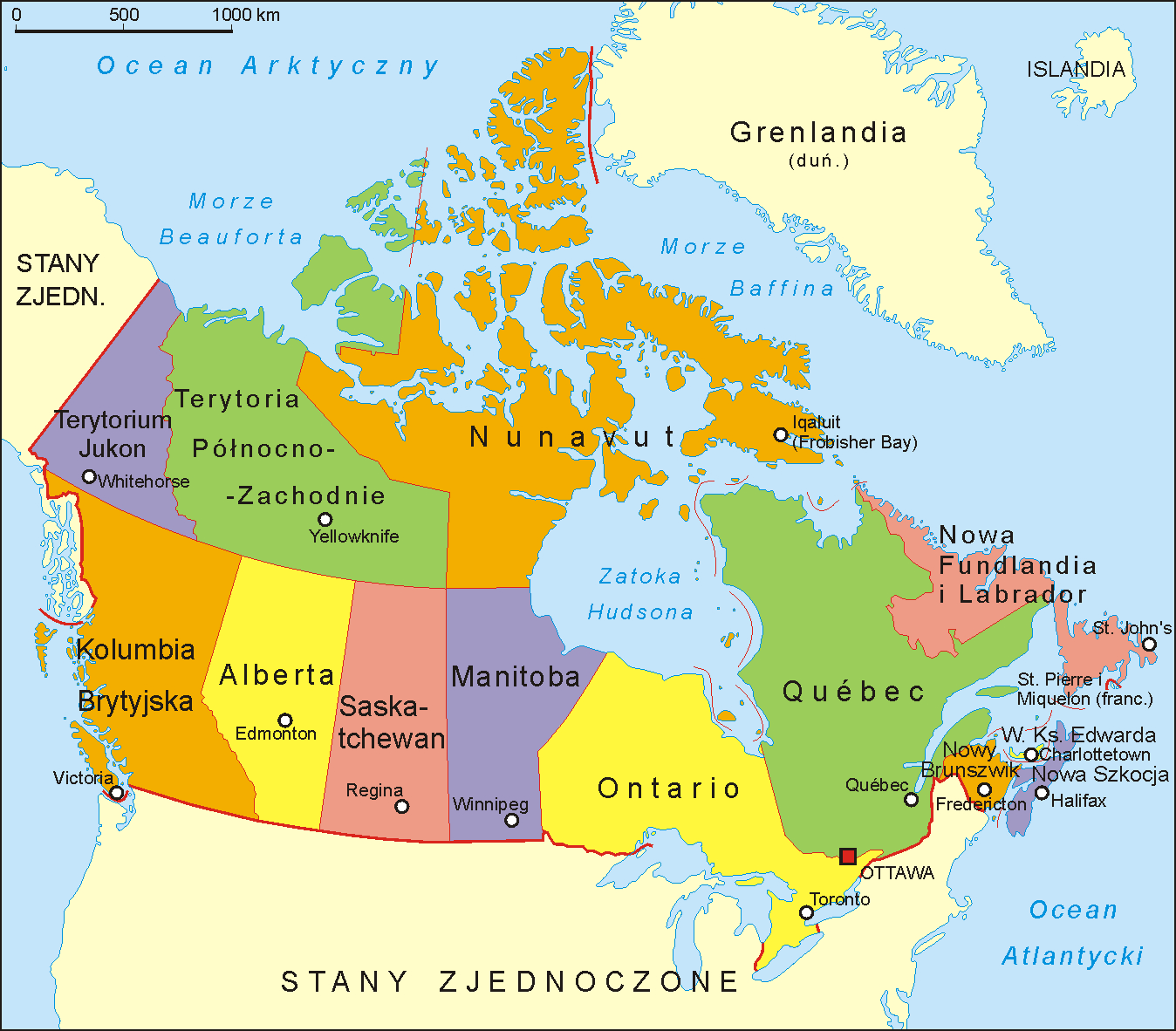
Terytoria i prowincje Kanady

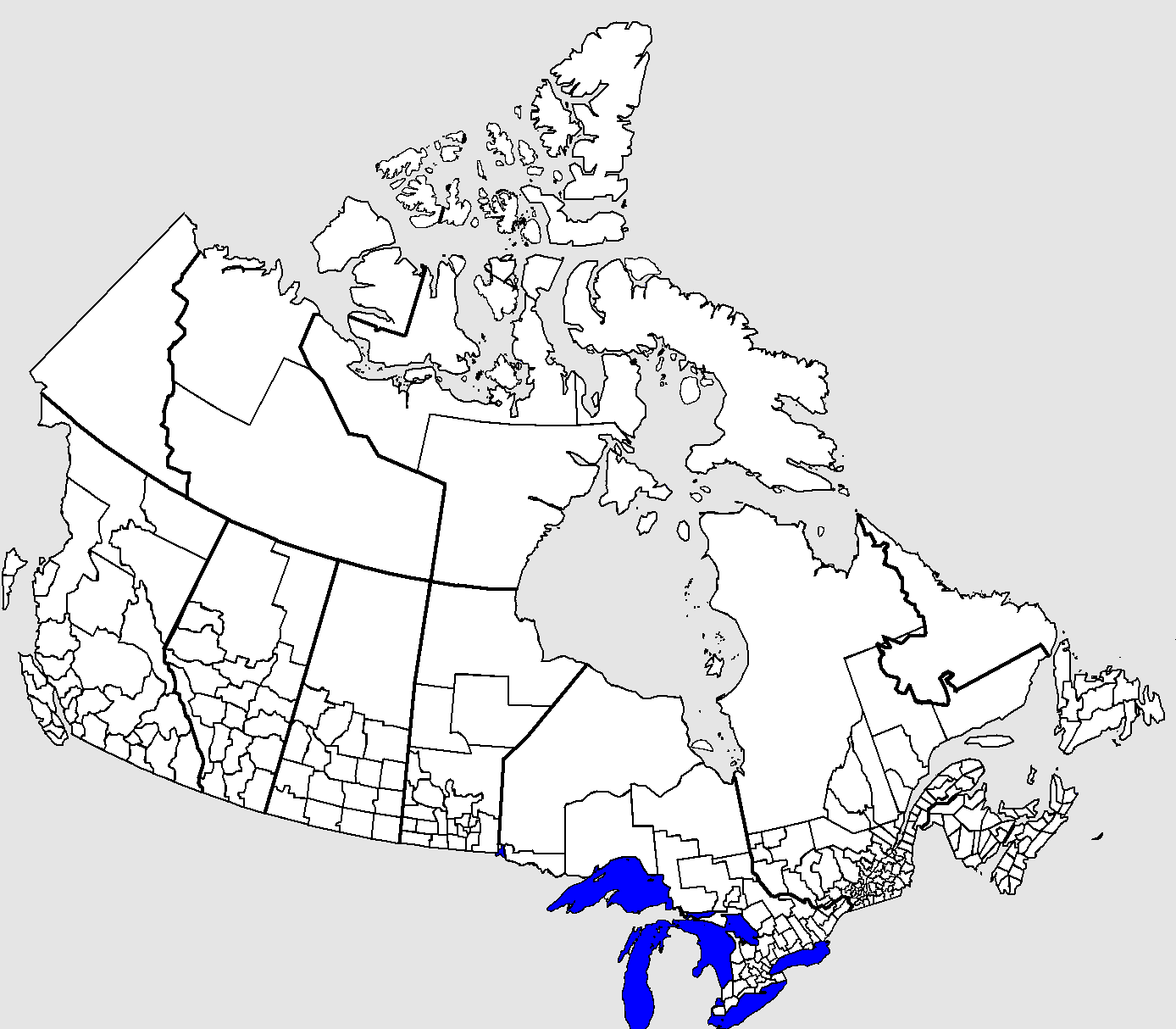
Census divisions („dywizje spisowe”), 2001

Kanada – federacja składająca się z 10 prowincji i 3 terytoriów, dzielących się na tak zwane census divisions / division de recensement. Są to jednostki podziału administracyjnego drugiego rzędu, wyznaczane na podstawie przeprowadzanego co pięć lat spisu ludności. Mogą służyć jako samorząd i wtedy nazywane są (podana nazwa angielska i francuska, w nawiasach propozycje tłumaczeń):
- county / comté (hrabstwo)
- regional county municipality / municipalité régionale de comté (regionalna gmina hrabstwa)
- regional district / district régional (dystrykt regionalny)
- district municipality / municipalité de district (dystrykt gminny)
- regional district municipality / municipalité régionale de district (regionalny dystrykt gminny)

Nazewnictwo zależy od prowincji lub terytorium. Jeśli census divisions nie działa jako jednostka samorządu, wówczas nazywana jest district (dystrykt) lub division (okręg). Większość z census divisions dzieli się na jednostki administracyjne trzeciego rzędu, tak zwane municipalities / municipalités (gminy) mające szerokie uprawnienia samorządowe. Mogą one być nazywane:
- city/cité (miasto)
- town/ville (miasto)
- township/canton (kanton)
- village/village (wieś)
- parish/paroisse (parafia[b])

Z ekonomicznych lub geograficznych powodów różne municipalities mogą łączyć się w census agglomerations / agglomérations de recensement (aglomeracje spisowe) lub census metropolitan areas / régions métropolitaines de recensement (metropolitalne regiony spisowe). Ich granice mogą pokrywać się z granicami census divisions. Nie funkcjonują one normalnie jako poziom samorządu, ale w niektórych census metropolitan areas, na przykład Greater Toronto Area, władze municipalities spotykają się i koordynują różne działania.
Tereny zamieszkane w większości przez Inuitów określa się jako Inuit Nunangat. Obszar ten obejmuje terytorium Nunavut, region Nunavik w północnej części prowincji Quebec, region Nunatsiavut w północnej części Nowej Fundlandii i Labradoru oraz Inuvialuit Settlement Region z Terytoriów Północno-Zachodnich.

## Prowincje
| Prowincja                  | Kod pocztowy/ kod ISO | Inne skróty    | Stolica       | Data przyłączenia do Konfederacji | Ludność (2004) | Powierzchnia (km²) | Powierzchnia (km²) | Powierzchnia (km²) |
| Prowincja                  | Kod pocztowy/ kod ISO | Inne skróty    | Stolica       | Data przyłączenia do Konfederacji | Ludność (2004) | Ląd                | Wody               | Razem              |
| -------------------------- | --------------------- | -------------- | ------------- | --------------------------------- | -------------- | ------------------ | ------------------ | ------------------ |
| Ontario                    | ON                    | Ont.           | Toronto       | 1 lipca 1867                      | 12 439 755     | 917 741            | 158 654            | 1 076 395          |
| Quebec                     | QC                    | Qué., PQ, P.Q. | Quebec        | 1 lipca 1867                      | 7 560 592      | 1 356 128          | 185 928            | 1 542 056          |
| Nowa Szkocja               | NS                    | N.S.           | Halifax       | 1 lipca 1867                      | 938 134        | 53 338             | 1 946              | 55 284             |
| Nowy Brunszwik             | NB                    | N.B.           | Fredericton   | 1 lipca 1867                      | 751 400        | 71 450             | 1 458              | 72 908             |
| Manitoba                   | MB                    | Man.           | Winnipeg      | 15 lipca 1870                     | 1 170 300      | 553 556            | 94 241             | 647 797            |
| Kolumbia Brytyjska         | BC                    | B.C.           | Victoria      | 20 lipca 1871                     | 4 168 123      | 925 186            | 19 549             | 944 735            |
| Wyspa Księcia Edwarda      | PE                    | PEI, P.E.I.    | Charlottetown | 1 lipca 1873                      | 137 900        | 5 660              | —                  | 5 660              |
| Saskatchewan               | SK                    | Sask.          | Regina        | 1 września 1905                   | 996 194        | 591 670            | 59 366             | 651 036            |
| Alberta                    | AB                    | Alta.          | Edmonton      | 1 września 1905                   | 3 183 312      | 642 317            | 19 531             | 661 848            |
| Nowa Fundlandia i Labrador | NL                    | Nfld., NF, LB  | St. John’s    | 31 marca 1949                     | 517 000        | 373 872            | 31 340             | 405 212            |

## Terytoria
| Terytorium                   | Kod pocztowy/ kod ISO | Inne skróty | Stolica     | Data przyłączenia do Konfederacji | Ludność (2004) | Powierzchnia (km²) | Powierzchnia (km²) | Powierzchnia (km²) |
| Terytorium                   | Kod pocztowy/ kod ISO | Inne skróty | Stolica     | Data przyłączenia do Konfederacji | Ludność (2004) | Ląd                | Wody               | Razem              |
| ---------------------------- | --------------------- | ----------- | ----------- | --------------------------------- | -------------- | ------------------ | ------------------ | ------------------ |
| Terytoria Północno-Zachodnie | NT                    | N.W.T., NWT | Yellowknife | 15 lipca 1870                     | 42 800         | 1 183 085          | 163 021            | 1 346 106          |
| Jukon                        | YT                    | Y.T., YK    | Whitehorse  | 13 czerwca 1898                   | 31 200         | 474 391            | 8 052              | 482 443            |
| Nunavut                      | NU                    |             | Iqaluit     | 1 kwietnia 1999                   | 28 300         | 1 936 113          | 157 077            | 2 093 190          |